# Emil Freymuth
Emil Freymuth (* 28. Mai 1890 in Köln; † 1961 in München) war ein deutscher Architekt. Sein Bruder war der Maler Julius Freymuth.

## Leben
Emil Freymuth studierte zunächst an der Baugewerkschule in Köln, anschließend Architektur an der Technischen Hochschule München. Nach seinem Studium arbeitete er zunächst im Büro von Carl Jäger, bevor er 1920 sein eigenes Architekturbüro gründete. 1938 bis 1945 war er auch für das „Baubüro des Generalbaurats der Hauptstadt der Bewegung“ (München) tätig.
Die von Freymuth gebaute, heute denkmalgeschützte Siemens-Siedlung an der Boschetsrieder Straße in München-Obersendling (Halske-, Leo-Graetz-, Schuckert- und Zielstattstraße) mit ihren beiden 17-geschossigen „Sternhäusern“ war Anfang der 1950er Jahre die erste Hochhaus-Wohnsiedlung in Süddeutschland.

## Werk (Auswahl)
- 1930: Ferienheim für Arbeiter, Beamte und Angestellte, Kochel am See, Badstraße 28[1][2], 2022 abgerissen[3]
- um 1933: Haus Weber in Harlaching[4]
- 1935: Verwaltungsgebäude der Allgemeinen Ortskrankenkasse Aschaffenburg, Dr. Kittel- und Bustellistraße
- 1952–1955: Siemens-Siedlung in München-Obersendling
- 1953–1956: Siedlung am Perlacher Forst "Ami-Siedlung" US Family Housing München-Giesing Fasangarten
- 1953: Kongresshalle des Messegeländes auf der Theresienhöhe (mit E. Etzold und J. Strobl)